# Fidget Cube
O Fidget Cube (em português brasileiro: Cubo anti-estresse ou Cubo desestressante) é um pequeno dispositivo portátil criado pela Antsy Labs. Ele tem várias funções em todos os lados: um interruptor, três engrenagens, uma bola rolante, um joystick, um disco giratório, um "esfregador de dedo", e 5 botões. O cubo destina-se a fornecer uma maneira fácil para ocupar as mãos de uns e de outros sentidos, especialmente para se auto-acalmar.

## Recepção
Em uma revisão positiva, o The Verge descreveu o cubo como "basicamente um brinquedo para bebês e adultos".
Após a sua 2016 campanha no Kickstarter, O Fidget Cube foi um dos projetos mais financiados de crowdfunding (o décimo maior financiado no Kickstarter do projeto).